# Yutte Stensgaard
Yutte Stensgaard (14 de maio de 1946) é uma atriz dinamarquêsa, mais conhecida por seu papel em Lust for a Vampire. O filme foi a sequência de The Vampire Lovers que tinha Ingrid Pitt como Mircalla.

## Biografia
Yutte Stensgaard nasceu em 1946 na Dinamarca, e pouco se sabe sobre a vida dessa atriz, que conquistou o imaginário masculino com suas atuações em produções da Hammer Films, como a vampira Carmilla em Lust for a Vampire.
Yutte descobriu o interesse pelos palcos ainda na infância. Aos 6 anos de idade participou de um espetáculo teatral para estudantes. Na adolescência, mudou-se para a Inglaterra para trabalhar como governanta.
Depois de estudar artes dramáticas, Yutte teve sua primeira experiência em frente das câmeras em 1967, no seriado "The Golden Shot". Em 1969 a atriz participou de cinco grandes produções: Some Girl Do, Zeta One, Scream and Scream Again, A Promisse of Bed, e Carry On Again, Doctor.
Yutte se afastou das telas no inicio da década de 1970.
Atualmente vive no Oregon, nos Estados Unidos.